# Хайлюля (вулкан)
Хайлюля — щитовидный вулкан на полуострове Камчатка, расположенный у южной части Карагинского залива. Принадлежит Восточно-Камчатскому вулканическому поясу.
Вулкан расположен на правом берегу реки Хайлюля и образует обособленную возвышенность, господствующую над приморской аллювиальной равниной. Диаметр вулканической постройки составляет 15 километров. Сложен вулкан базальтами раннеплейстоценового возраста..
К востоку от вулкана находится одноимённый посёлок Хайлюля, в настоящий момент являющийся заброшенным. 